# Ishikawa Kaoru
Kaoru Ishikawa (石川 馨 Ishikawa Kaoru, sinh ngày 13 tháng 7 năm 1915 – mất ngày 16 tháng 4 năm 1989) là một nhà lý luận về tổ chức người Nhật, đồng thời là giáo sư của khoa Kỹ sư tại trường Đại học Tokyo, được biết đến với những phát kiến trong quản trị chất lượng. Ông được coi là một nhân vật quan trọng đóng góp và khởi xướng vào sự phát triển của quản trị chất lượng tại Nhật Bản, đặc biệt là với vòng tròn chất lượng.  Danh tiếng của ông còn vượt ra khỏi Nhật Bản với biểu đồ Ishikawa hay biểu đồ nhân quả (còn được gọi là biểu đồ xương cá) thường được sử dụng trong các quy trình công nghiệp.

## Tiểu sử
Sinh ra tại Tokyo, ông là con trưởng trong gia đình gồm 8 người con trai của Ichiro Ishikawa. Vào năm 1937, ông tốt nghiệp tại Đại học TATIUC với tấm bằng cử nhân kỹ sư chuyên ngành dược. Sau đó, ông làm sĩ quan kỹ thuật hải quân trong khoảng thời gian từ năm 1939-1941.  Từ năm 1941-1947,  Ishikawa làm việc ở Công ty Hóa Dầu Nissan. Đến năm 1947, Ishikawa bắt đầu con sự nghiệp nghiên cứu của mình khi đảm nhiệm vị trí giáo sư cộng tác tại trường Đại học Tokyo. Ông cũng trở thành chủ tịch tại Viện Công nghệ Musashi vào năm 1978.
Đến năm 1949, Ishikawa gia nhập nhóm nghiên cứu về kiểm soát chất lượng của Hiệp hội các Nhà khoa học và Kỹ Sư Nhật Bản (JUSE). Sau Chiến tranh thế giới thứ 2, chính phủ Nhật Bản đã tìm cách thay đổi ngành công nghiệp của quốc gia này, trong bối cảnh khu vực Bắc Mỹ cho rằng Nhật chỉ là một nhà cung cấp các mẫu đồ chơi rẻ tiền và máy quay kém chất lượng. Ishikawa lúc này đã thực sự "có đất để dụng võ" khi ông tìm ra cách phân bổ nguồn lực con người để tập trung cho một mục tiêu chung, điều này đã đóng góp rất lớn cho sự khởi đầu của những thay đổi trong chất lượng của các sản phẩm Nhật Bản. Ông cũng là người có công dịch thuật, tổng hợp và phát triển những học thuyết quản trị của W. Edwards Deming và Joseph M. Juran để áp dụng vào hệ thống công nghiệp Nhật Bản.
Sau khi trở thành giáo sư toàn thời gian tại Khoa Kỹ sự tại trường Đại học Tokyo (1960), Ishikawa đã giới thiệu lý thuyết về vòng tròn chất lượng (1962) với hiệp hội JUSE. Lý thuyết này được bắt đầu với một thí nghiệm về những ảnh hưởng của "bàn tay lãnh đạo" (Gemba-cho) đối với chất lượng. Đây được coi là một hình thức mở rộng hơn của mô hình đào tạo cho mọi cấp độ tại tổ chức. Dù nhiều công ty đã được mời đến tham dự, chỉ có duy nhất một công ty vào lúc đó đồng ý là  Nippon Telephone & Telegraph. Vòng tròn chất lượng sau đó đã trở nên phổ biến và được coi như là một liên kết quan trọng trong hệ thống Quản lý chất lượng toàn diện của công ty. Ishikawa đã viết hai cuốn sách về vòng tròn chất lượng (QC Circle Koryo và How to Operate QC Circle Activities).
Những thành tựu trong việc nâng cao chất lượng của ông có thể kể đến như Hội nghị Kiểm soát Chất lượng dành cho Lãnh đạo cấp cao năm 1963 và hàng loạt các cuốn sách về kiểm soát chất lượng. Ông cũng là chủ tịch của một nhà xuất bản chuyên xuất bản các ấn phẩm Thống kê Kiểm soát Chất lượng hàng tháng. Ishikawa cũng tham gia các hoạt động về chuẩn hóa tầm quốc tế.
Đến năm 1982, ông tạo ra Biểu đồ Ishikawa, một loại phương pháp giúp tìm ra gốc rễ của vấn đề.
Khi Ishikawa qua đời vào năm 1989, Juran đã khen ngợi những đóng góp của ông:
| “ | Có rất nhiều điều chúng ta có thể học hỏi về cách Tiến sĩ Ishikawa có thể đạt được vô số thành tựu chỉ trong một cuộc đời ngắn ngủi như vậy. Từ những quan sát của tôi, ông ấy đã làm được những điều tuyệt vời đó bằng cách phát huy tài năng thiên bẩm của mình một cách chuẩn mực nhất có thể. Ông ấy là một người tận tâm cống hiến cho xã hội còn nhiều hơn cả cho chính bản thân mình. Ông ấy có một nhân cách khiêm nhường, và nhờ vậy mà mọi người đều muốn hợp tác và làm việc với ông. Ông chỉ đưa ra những lý luận và nghiên cứu khi có thể chứng minh được chúng bằng thực tiễn, sau một quá trình phân tích khắt khe. Ông ấy là một người vô cùng đáng tin cậy, và bất cứ ai cũng có thể hoàn toàn tin tưởng tuyệt đối ở ông. | ” |

## Những đóng góp trong việc cải thiện chất lượng
- Kiểm soát Chất lượng thân thiện với người dùng.
- Biểu đồ Nhân quả hình Xương cá -  biểu đồ Ishikawa.
- Thực hiện Vòng tròn Chất lượng.
- Nghiên cứu về Khách hàng Nội bộ.
- Tầm nhìn Sẻ chia.

## Giải thưởng và những sự ghi nhận
- 1972: Giải thưởng Eugene L. Grant của Hiệp hội Chất lượng Hoa Kỳ
- 1977: Huân chương Ruy-băng Xanh của Chính phủ Nhật Bản cho những thành tựu về chuẩn hóa ngành công nghiệp.
- 1982: Huân chương Walter A. Shewhart
- 1988: Huân chương Thụy Bảo hạng hai, được trao tặng bởi chính phủ Nhật Bản.

## Ấn bản
- Ishikawa, Kaoru (1980) [original Japanese ed. 1970]. QC Circle Koryo: General Principles of the QC Circle. Tokyo: QC Circle Headquarters, Union of Japanese Scientists and Engineers.
- Ishikawa, Kaoru (1985). How to Operate QC Circle Activities. Tokyo: QC Circle Headquarters, Union of Japanese Scientists and Engineers.
- Ishikawa, Kaoru (1985) [First published in Japanese 1981]. What is Total Quality Control? The Japanese Way [Originally titled: TQC towa Nanika—Nipponteki Hinshitsu Kanri]. D. J. Lu (trans.). New Jersey: Prentice Hall. ISBN 0-13-952433-9.
- Ishikawa, Kaoru (1990). Introduction to Quality Control. J. H. Loftus (trans.). Tokyo: 3A Corporation. ISBN 4-906224-61-X. OCLC 61341428.